# 8190 Bouguer
A 8190 Bouguer (ideiglenes jelöléssel 1993 ON9) a Naprendszer kisbolygóövében található aszteroida. Eric Walter Elst fedezte fel 1993. július 20-án.